# Jodensavanne
Jodensavanne – dawna żydowska osada położona w dystrykcie Para, w Surinamie. Przez długi czas była głównym miejscem migracji wyznawców judaizmu. W 2023 roku została wpisana na listę światowego dziedzictwa UNESCO. Od 2014 roku prowadzone są na terenie osady działania konserwatorskie.

## Historia

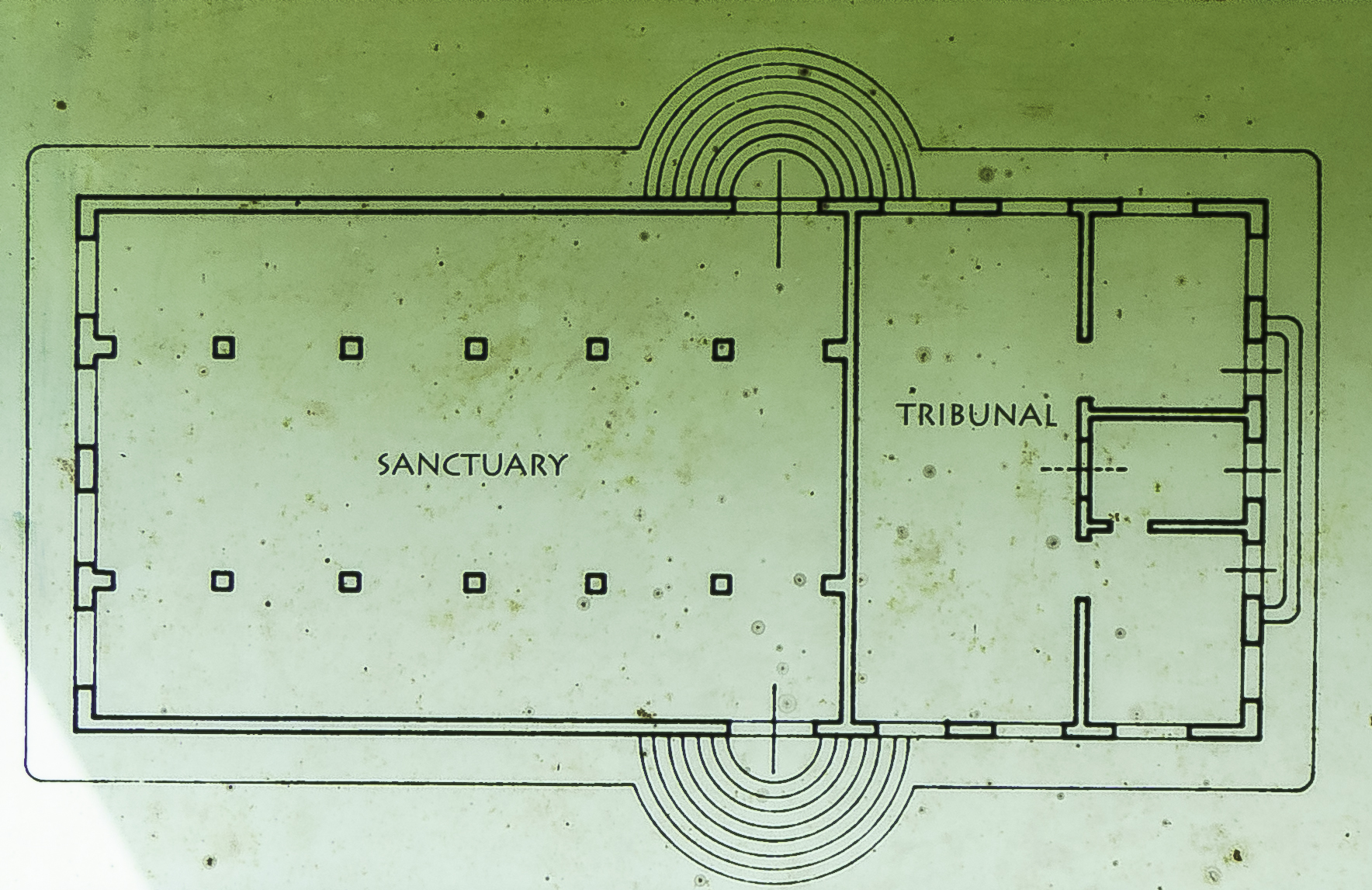
Plan synagogi Beracha Ve Shalom

Jodensavanne została założona w XVII wieku przez Żydów uciekających z Brazylii przed prześladowaniami. Znajdowała się, około 50 km na południe od stolicy Surinamu – Paramaribo, nad rzeką Surinam. Mieszkańcy założyli tam plantację trzciny cukrowej. W 1685 roku wybudowano tam synagogę Beracha Ve Shalom. Około 1700 roku, w szczytowym momencie, w osadzie mieszkało około 600 Żydów oraz 9000 niewolników pracujących przy plantacjach trzciny. Kolonia była regularnie atakowana przez rdzenną ludność. W XIX wieku mieszkańcy Jodensavanne przenieśli się do Paramaribo.

## Cmentarz Cassipora
Cmentarz Cassipora jest jednym z dwóch miejsc spoczynku mieszkańców Jodensavanne. Znajduje się na nim około 450 grobów. Najstarszy z nich pochodzi z 1667 roku. Większość nagrobków jest zrobiona z marmuru importowanego z Europy.

## Przypisy

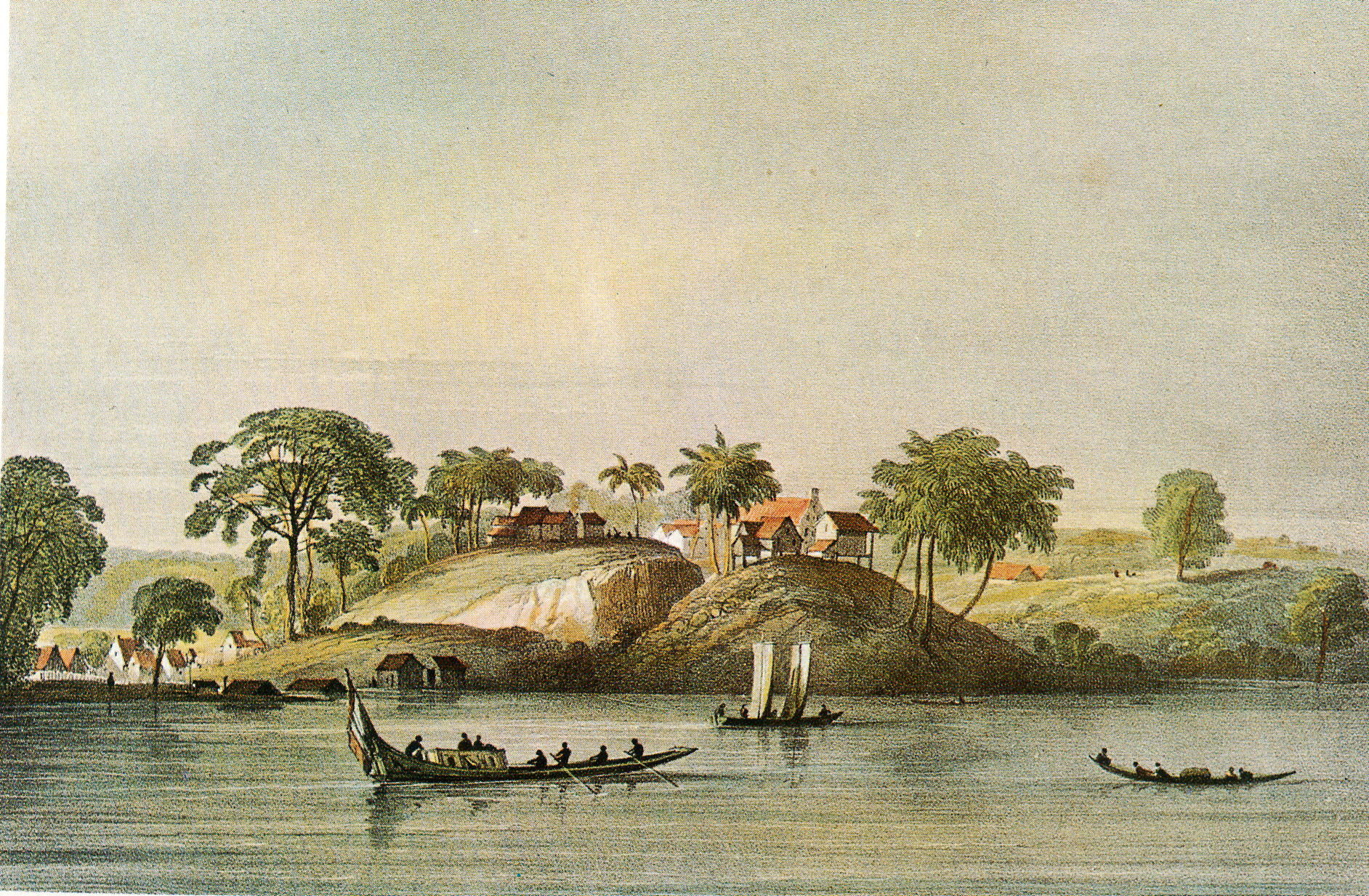
Jodensavanne w 1830 roku